# 拉特蘭 (愛荷華州)
拉特蘭（英語：Rutland）是一個位於美國愛荷華州洪堡縣的城市。

## 地理
拉特蘭的座標為42°45′32″N 94°17′34″W / 42.75889°N 94.29278°W，而該地的平均海拔高度為337米（即1106英尺）。

## 人口
根據2010年美國人口普查的數據，拉特蘭的面積為2.33平方千米，當中陸地面積為2.33平方千米，而水域面積為0.00平方千米。當地共有人口126人，而人口密度為每平方千米54人。